# Општина Боју Маре (Марамуреш)
Боју Маре (рум. Boiu Mare) општина је у Румунији у округу Марамуреш.
Oпштина се налази на надморској висини од 348 m.